# Hugo Amílcar de Freitas Rocha
Hugo Amílcar de Freitas Rocha (Porto, 11 de novembro de 1906 - Porto, 1993) foi um professor, jornalista e espírita português.

## Biografia
Fez os estudos na sua cidade-natal. Empregou-se numa firma comercial, ao mesmo tempo que exercia o professorado no ensino livre. A sua vocação, porém, havia de orientá-lo para o jornalismo e assim, aos 18 anos de idade, principia a colaborar na edição de "O Comércio do Porto" (1924).
Em 1929 ingressou definitivamente para o quadro redactorial daquele diário portuense, e anos depois foi escolhido para chefe de redacção, lugar que ocupava em 1952.
Em paralelo ao trabalho absorvente no jornal, desenvolve projetos próprios, como o demonstram as diversas obras literárias que deixou, tendo ganho vários prémios literários e jornalísticos.
De 1949 a 1951 foi o diretor do "Actualidade", jornal semanal cultural e associativo, de propriedade da Associação dos Jornalistas e Homens de Letras do Porto.
Apaixonado pela Música, dirigiu durante anos o mensário de canto coral "Orfeu" e foi crítico musical de "O Comércio do Porto".
Primoroso e fluente orador, espírita convicto, frequentava a Sociedade Portuense de Investigações Psíquicas, atuando muitas vezes como elo entre o Movimento Espírita e os periódicos citadinos, na publicação de notícias que aos Espiritismo se referiam.

## Obra
- ROCHA, Hugo. Requiem" por um amor doutro mundo e outras histórias, novelas e contos. Porto: Lello & Irmão, 1977. il. 253 p.